# 格雷厄姆·史密斯 (游泳运动员)
格雷厄姆·史密斯（英語：Graham Smith，1958年5月9日—），加拿大男子游泳运动员。他曾代表加拿大参加1976年夏季奥林匹克运动会游泳比赛，获得男子4×100米混合泳接力银牌。

## 家庭
哥哥乔治·史密斯，妹妹贝姬·史密斯。